# Los Puquios
Los Puquios (vocablo que en la lengua quechua significa “vertiente de agua pura y cristalina” pues, efectivamente, dentro del predio existe un manantial de agua mineral) es un pequeño centro de esquí, ubicado en el lado norte de la Ruta Nacional 7, que une Argentina con Chile, en la provincia de Mendoza. Está a 180 km de la ciudad capital de Mendoza, entre las localidades de Puente del Inca y Penitentes, a 3.880 msnm, lo que garantiza una excelente calidad de nieve.
Es un centro deportivo de actividades de montaña; que en el período estival desarrolla el apoyo de los ascensos al Aconcagua y cerros aledaños, y en el período invernal para las actividades esquísticas y de otros deportes y actividades recreativas.
En el año 1983, el andinista y exoficial e integrante de la patrulla de rescate de la Policía de la provincia de Mendoza, Luis Alberto Parra Massarutti (más conocido en el ambiente de montaña y sus amigos como Rudy), luego de realizar los trámites correspondientes, tomó posesión de la parcela de terreno que a partir de ese momento la llamó Los Puquios. Ese lugar era tierra inculta y sin ningún tipo de mejoras, y tras largos trámites exigidos por la Ley de Promoción Turística Nro 4778, que donaba terrenos fiscales con finalidad de desarrollos turísticos, consiguió la escrituración del predio, que totalizaba casi 6 hectáreas.
El mismo, se encuentra ubicado en Puente del Inca, sobre el costado Norte de la Ruta Internacional Nro. 7, que une Mendoza con Santiago de Chile, a la altura del kilómetro 1217; frente al Cementerio de los Andinistas, jurisdicción política del departamento Las Heras, en la provincia de Mendoza; a 32°49′31″S 69°53′32.6″O / -32.82528, -69.892389. La altitud en la base es de 2.700 metros msnm.  Para los que transitan en automóvil y a un ritmo normal, la duración del viaje desde Mendoza hasta Los Puquios es de dos horas y media a tres.
Los Puquios es un vocablo indígena que está asociado con el agua pura y/o estructuras para almacenarla y conducirla. En lengua aimara, significa, acequia, cisterna, canal o sistema de conducción de agua. En quechua, significa, manantial de agua pura y cristalina. Efectivamente dentro del predio existe dicho manantial, surgente de agua natural y mineral.
Desde el año 1983 y en forma ininterrumpida hasta la actualidad, el predio Los Puquios ha sido utilizado como base operativa para la organización de trekkings y expediciones al Aconcagua y montañas adyacentes (suministrando a los andinistas de animales, distribución y preparación de cargas, arrieros avezados, camping para montañeros, etc.) y luego, como centro de esquí o de actividades invernales. Cabe recordar, que previo a este desarrollo deportivo, Rudy Parra brindaba sus servicios para los ascensos al Coloso, desde 1979.
Posteriormente, en el año 1992, aprovechando suaves pendientes, orientación geográfica y fuerte acumulación nívea, comenzó allí mismo, la erección de construcciones destinadas a armar un Minicentro de Esquí, con un medio de arrastre y el servicio complementario de comidas rápidas y servicios (alquiler de equipos, sandwichería, baños, etc.) Al año siguiente, se instalaron dos medios mecánicos de arrastre con motores a explosión.
La expansión a lo largo de los años ha sido importante; en los últimos años, fue concesionado. Se han instalado nuevos servicios al cliente, entre ellos, profesores de esquí, restaurant, playas de estacionamiento, pisa nieve, alquiler de ropas y equipos, instructores, guardería de niños, pista de tubbing, enfermería, área de pícnic, etc.
La suavidad y desnivel de sus pistas hacen en la actualidad que sea considerado uno de los mejores centros escuela y para principiantes para el deporte invernal.  
El centro tiene demarcado 5 pistas fáciles para principiantes, 2 intermedias para esquiadores experimentados.
Los medios mecánicos en la actualidad son 2 telesquíes y 2 medios de arrastre de rueda horizontal. Previéndose realizar inversiones para aumentar la capacidad de conducir más esquiadores/hora. Es un centro ideal para principiantes, tanto por los costos como por sus pistas.
Este lugar está profundamente relacionado con el agua, ya sea en su estado líquido o sólido. El agua nos da vida, y también posibilita nuestra fuente de trabajo, por lo que somos respetuosos de su cuidado, según expresaban sus actuales propietarios.
La superficie esquiable de 3 hectáreas, con un soga-lift con una longitud de 100 metros para un grado de dificultad fácil y una pendiente del 10%, y un ski-lift de 150 m de largo para un grado de dificultad intermedia y con una pendiente promedio del 15 al 20%, por lo cual las pistas son aptas para esquiadores principiantes e intermedios-bajos.